# Jerónimo Nhanombe
Jerónimo Nhanombe znany jako Jerónimo (zm. 24 listopada 2008) – mozambicki piłkarz grający na pozycji obrońcy. W swojej karierze grał w reprezentacji Mozambiku.

## Kariera klubowa
W swojej karierze Jerónimo grał w klubach Grupo Desportivo de Maputo i CD Matchedje de Maputo. Wraz z Grupo Desportivo wywalczył mistrzostwo Mozambiku w 1983 roku i zdobył Puchar Mozambiku w 1981 roku. Z kolei z CD Matchedje został mistrzem kraju w 1987 roku.

## Kariera reprezentacyjna
W 1986 roku Jerónimo został powołany do reprezentacji Mozambiku na Puchar Narodów Afryki 1986. Na tym turnieju rozegrał dwa mecze grupowe: z Senegalem (0:2) i z Egiptem (0:2).